# La força d'un ser menor
La força d'un ser menor (títol original: Dominick and Eugene) és una pel·lícula estatunidenca dirigida per Robert M. Young, estrenada l'any 1988. Ha estat doblada al català.

## Argument
Dominick i Eugene són dos germans bessons que viuen junts i es cuiden mútuament. El primer, que té un lleuger retard mental a causa d'un accident en la seva infantesa, treballa com a escombriaire per poder pagar els estudis de medicina|medecina del seu germà. Últimament la relació no passa pel seu millor moment i Eugene s'està plantejant decidir entre la devoció cap al seu germà o la seva necessitat de completar la seva formació. Coses com la influència del company de feina de Dominick o l'aparició d'una noia en la vida d'Eugene, tampoc no ajuden a aclarir el panorama.

## Repartiment
- Ray Liotta: Eugene 'Gino' Luciano
- Tom Hulce: Dominick 'Nicky' Luciano
- Jamie Lee Curtis: Jennifer Reston
- Robert Levine: Dr. Levinson
- Todd Graff: Larry Higgins
- Bill Cobbs: Jesse Johnson
- Mimi Cecchini: Mrs. Gianelli
- Tommy Snelsire: Mikey Chernak
- Mary-Joan Negro: Theresa Chernak

## Premis i nominacions

### Premis
- Casting Society of America 1989: Best Casting for Feature Film per Julie Hughes i Barry Moss

### Nominacions
- Mostra de Venècia 1988: Children and Cinema Award - Especial Esment per Robert M. Young
- Premis Globus d'Or 1989: Globus d'Or al millor actor dramàtic per Tom Hulce